# Oliver Höner
Pour les articles homonymes, voir Höner.
Oliver Höner, né le 18 septembre 1966 à Zurich, est un patineur artistique et entraîneur suisse. Il est onze fois champion de Suisse dans les années 1980.

## Biographie

### Carrière sportive
Oliver Höner domine la patinage artistique masculin suisse dans les années 1980. Il est onze fois champion national (1979, 1980, 1982, 1984, 1985, 1986, 1987, 1988, 1989, 1990, 1991).
Il représente son pays à quatre mondiaux juniors (1979 à Augsbourg, 1980 à Megève, 1981 à London et 1982 à Oberstdorf), huit championnats européens (1982 à Lyon, 1984 à Budapest, 1985 à Göteborg, 1986 à Copenhague, 1987 à Sarajevo, 1988 à Prague, 1990 à Léningrad et 1991 à Sofia), sept mondiaux seniors (1985 à Tokyo, 1986 à Genève, 1987 à Cincinnati, 1988 à Budapest, 1989 à Paris, 1990 à Halifax et 1991 à Munich) et aux Jeux olympiques d'hiver de 1988 à Calgary.
Il arrête les compétitions sportives après les mondiaux de 1991.

### Reconversion
Oliver Höner fonde le spectacle sur glace Art on Ice en 1995.
Il travaille également comme entraîneur dans sa ville natale à l'Eissport Club Zürich-Oerlikon. Ses anciens élèves sont entre autres Lucinda Ruh, Martine Adank et Viviane Käser.

### Vie privée
Oliver Höner est marié et père de deux enfants.

## Palmarès
| Compétitions principales      | 1979    | 1980    | 1981    | 1982    | 1983    | 1984    | 1985    | 1986    | 1987    | 1988    | 1989    | 1990    | 1991    |  |
| Jeux olympiques d'hiver       |         |         |         |         |         |         |         |         |         | 12e     |         |         |         |  |
| Championnats du monde         |         |         |         |         |         |         | 19e     | 14e     | 14e     | 12e     | 8e      | 13e     | 13e     |  |
| Championnats d'Europe         |         |         |         | 13e     |         | 16e     | A       | 14e     | 9e      | 8e      |         | 6e      | 9e      |  |
| Championnats de Suisse        | 1er     | 1er     |         | 1er     |         | 1er     | 1er     | 1er     | 1er     | 1er     | 1er     | 1er     | 1er     |  |
| Championnats du monde juniors | 10e     | 9e      | 8e      | 7e      |         |         |         |         |         |         |         |         |         |  |
|                               |         |         |         |         |         |         |         |         |         |         |         |         |         |  |
| Autres Compétitions           | 1978/79 | 1979/80 | 1980/81 | 1981/82 | 1982/83 | 1983/84 | 1984/85 | 1985/86 | 1986/87 | 1987/88 | 1988/89 | 1989/90 | 1990/91 |  |
| Skate America                 |         |         |         |         | 11e     |         |         | 10e     | 11e     |         | 8e      |         | 14e     |  |
| Skate Canada                  |         |         |         |         |         |         |         |         |         |         |         |         | 7e      |  |
| Trophée de France             |         |         |         |         |         |         |         |         |         | 4e      | 7e      |         |         |  |
| Coupe d'Allemagne             |         |         |         |         |         |         |         |         |         |         |         | 9e      | 6e      |  |
| Trophée NHK                   |         |         |         |         |         |         |         |         |         | 8e      |         |         |         |  |
| Légende : A = Abandon         |         |         |         |         |         |         |         |         |         |         |         |         |         |  |